# گلدشت (خمین)
گُلدَشت (نام‌های پیشین: شَهابیه، امیریه، اَرّه) روستایی است از توابع بخش مرکزی شهرستان خمین در استان مرکزی ایران. این روستا در دهستان صالحان قرار دارد و بر پایهٔ سرشماری عمومی نفوس و مسکن سال ۱۳۹۵، جمعیت آن ۲۳۸ نفر در ۷۰ خانوار بوده‌است.
نام‌شناسی
روستای گُلدَشت در طول تاریخ نام‌های متعددی به خود گرفته‌است. در ابتدا با نام اَرّه شناخته می‌شد. پس از مالکیت امیر مفخّم، نام آن به امیریه تغییر یافت. سپس در زمان مالکیت شهاب الدین خسروانی، به شَهابیه نام‌گذاری شد. پس از انقلاب اسلامی، نام رسمی روستا به گُلدَشت تغییر یافت؛ هرچند در مکاتبات اداری این نام استفاده می‌شود، مردم محلی همچنان از نام شَهابیه استفاده می‌کنند. 
موقعیت جغرافیایی
روستای گُلدَشت در ۱۰ کیلومتری شمال شرقی شهر خمین و در محدوده‌ای کوهستانی واقع شده‌است. این روستا در ارتفاع ۱۷۴۰ متری از سطح دریا قرار دارد و آب‌وهوای آن در فصول بهار و پاییز ملایم و در زمستان سرد است. 
تاریخچه
پیشینهٔ روستای گُلدَشت به دوره‌های پیش از صفویه بازمی‌گردد. در گذشته، این روستا شامل سه قلعه به نام‌های قلعه بالا، قلعه میان و قلعه پایین بوده که مردم برای امنیت در آن‌ها ساکن بودند. امروزه، تنها آثاری از برج و باروی این قلعه‌ها باقی مانده‌است. 
اقتصاد و اشتغال
اقتصاد روستای گُلدَشت عمدتاً بر پایهٔ کشاورزی، دامداری و باغداری استوار است. محصولات زراعی این روستا شامل گندم، جو، سیب‌زمینی، پیاز و حبوبات است. همچنین، پرورش دام و طیور و تولید صنایع دستی مانند فرش‌های دستبافت و جوراب‌های پشمی از دیگر فعالیت‌های اقتصادی ساکنان است. 
فرهنگ و ویژگی‌های اجتماعی
مردم گُلدَشت به زبان فارسی و با لهجهٔ محلی سخن می‌گویند. برگزاری مراسم مذهبی و آیین‌های سنتی مانند شب چله، چهارشنبه‌سوری، روز عرفه و عروس‌برون در این روستا رواج دارد. همچنین، انواع بازی‌های محلی و ترانه‌ها و آوازهای محلی همراه با سازهایی مانند دهل و نی در مراسم جشن و شادی اجرا می‌شوند. 
جاذبه‌های تاریخی و طبیعی
روستای گُلدَشت دارای مناظر طبیعی زیبا، مزارع سرسبز و درختان گردو و بادام است. همچنین، بقایای قلعه‌های قدیمی و عمارت امیر مفخّم بختیاری که به دورهٔ قاجاریه مربوط می‌شود، از جاذبه‌های تاریخی این روستا محسوب می‌شوند.

## جمعیت
بر پایه سرشماری عمومی نفوس و مسکن در سال ۱۳۹۵ جمعیت این مکان ۱٬۹۳۸ نفر (۶۵۹خانوار) بوده‌است.